# Liste der Baudenkmäler in Egling an der Paar

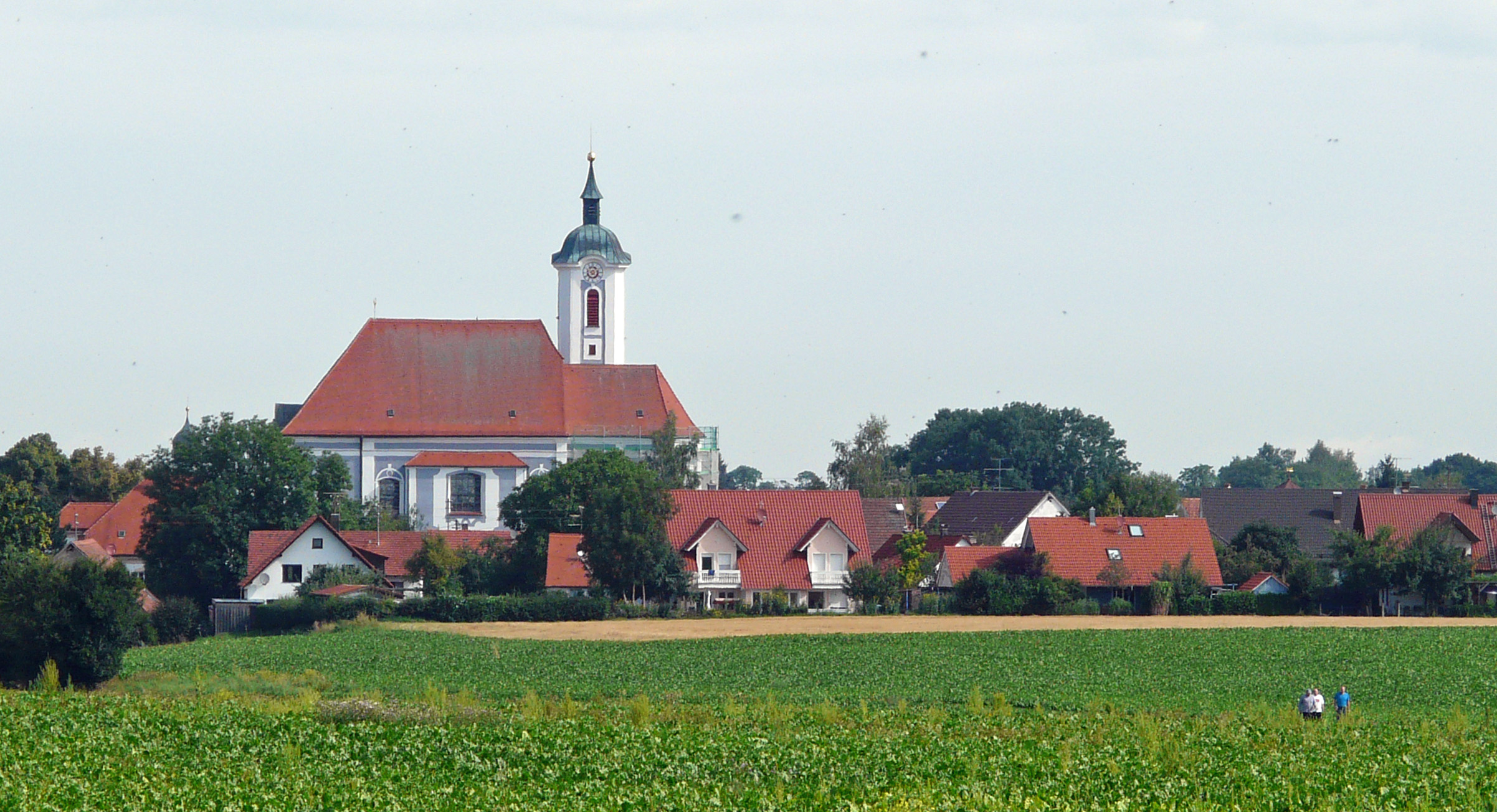
Blick auf Egling an der Paar

Auf dieser Seite sind die Baudenkmäler in der oberbayerischen Gemeinde Egling an der Paar zusammengestellt. Diese Tabelle ist eine Teilliste der Liste der Baudenkmäler in Bayern. Grundlage ist die Bayerische Denkmalliste, die auf Basis des Bayerischen Denkmalschutzgesetzes vom 1. Oktober 1973 erstmals erstellt wurde und seither durch das Bayerische Landesamt für Denkmalpflege geführt wird. Die folgenden Angaben ersetzen nicht die rechtsverbindliche Auskunft der Denkmalschutzbehörde.

## Baudenkmäler nach Ortsteilen

### Egling an der Paar
| Lage                                  | Objekt                            | Beschreibung | Akten-Nr.              | Bild                            |
| ------------------------------------- | --------------------------------- | --- | ---------------------- | ------------------------------- |
| Badstraße 1 (Standort)                | Mitterstallhaus                   | zweigeschossiger Satteldachbau mit reich verzierter, zweiflügeliger Haustür, im Kern Ende 18. Jahrhundert Kernsanierung 2014/2015 mit Teilabriss und Neuaufbau. | D-1-81-116-14 Wikidata | Mitterstallhaus                 |
| Bahnhofstraße; Hauptstraße (Standort) | Mariensäule                       | Gusseiserne Figur auf Sockel, bezeichnet 1869 | D-1-81-116-7 Wikidata  | BW                              |
| Hauptstraße 8 (Standort)              | Wohnhaus                          | wohl ehemalige Polizeistation, stattlicher Krüppelwalmdachbau mit schlichter barockisierender Putzgliederung, um 1900 | D-1-81-116-15 Wikidata | Wohnhaus                        |
| Hauptstraße 28 (Standort)             | Katholische Kapelle St. Blasius   | einschiffiger Satteldachbau mit eingezogenem Rechteckchor, aus verputzten Nagelfluhquadern, wohl spätes 13. Jahrhundert, Erhöhung um 1440; mit Ausstattung | D-1-81-116-4 Wikidata  | Katholische Kapelle St. Blasius |
| Hauptstraße 34 (Standort)             | Katholische Kapelle St. Ulrich    | einschiffiger Satteldachbau mit eingezogenem Rechteckchor und Dachreiter, spätromanisch und 1. Hälfte 15. Jahrhundert; Lourdeskapelle, Anbau aus Backstein und Holz mit flachem Satteldach, 1891; mit Ausstattung | D-1-81-116-5 Wikidata  | Katholische Kapelle St. Ulrich  |
| Kirchweg 3 (Standort)                 | Katholische Pfarrkirche St. Vitus | Saalkirche mit abgewalmtem Satteldach, eingezogenem Chor und Chorflankenturm, Chor im Kern spätgotisch, sonst Neubau von Franz Anton Kirchgrabner, 1769–1773; mit Ausstattung; Friedhofsmauer, geschlämmte Backsteinmauer und drei von Pfeilern flankierte Zugänge, 18./19. Jahrhundert; Ehemaliges Beinhaus, Zeltdachbau mit reliefierter Brettertür, Ende 18. Jahrhundert | D-1-81-116-1 Wikidata  | weitere Bilder                  |
| Kirchweg 4 (Standort)                 | Pfarrhaus                         | Schopfwalmdachbau mit Risalit, Putzgliederung in neubarocken Formen, 1900/01 | D-1-81-116-6 Wikidata  | Pfarrhaus                       |
| Schulstraße 6 (Standort)              | Ehemaliges Bauernhaus             | zweigeschossiger Mittertennbau mit Satteldach, um 1875 | D-1-81-116-16 Wikidata | Ehemaliges Bauernhaus           |

### Hattenhofen
| Lage                     | Objekt                         | Beschreibung                                                                                            | Akten-Nr.             | Bild |
| ------------------------ | ------------------------------ | --- | --------------------- | ---- |
| Hattenhofen 1 (Standort) | Katholische Kapelle St. Magnus | einschiffiger Satteldachbau mit eingezogenem, rechteckigem Chor und Westtürmchen, 1682; mit Ausstattung | D-1-81-116-8 Wikidata | BW   |

### Heinrichshofen
| Lage                                                   | Objekt                               | Beschreibung | Akten-Nr.              | Bild           |
| ------------------------------------------------------ | ------------------------------------ | --- | ---------------------- | -------------- |
| Berggasse 3 (Standort)                                 | Ehemaliges Gasthaus                  | stattlicher Satteldachbau mit traufseitiger Aufzugsgaube, 1889; mit Ausstattung | D-1-81-116-17 Wikidata | BW             |
| Dorfstraße 9 (Standort)                                | Wohnhaus                             | zweigeschossiger Satteldachbau mit flachem, traufseitigem Mittelrisalit, im Heimatstil, von Leonhard Kiening, 1906; mit Ausstattung                                                                                             | D-1-81-116-19 Wikidata | BW             |
| Dorfstraße 12 (Standort)                               | Haustür                              | mit reichem Schnitzdekor verzierte Holztür in klassizisierenden Formen, bezeichnet 1844 | D-1-81-116-10 Wikidata | BW             |
| Kirchstraße 1; Kirchstraße; Nähe Dorfstraße (Standort) | Katholische Filialkirche St. Andreas | einschiffiger Satteldachbau mit eingezogenem Polygonalchor und Chorflankenturm, im Kern spätgotisch, Turm um 1730, Langhaus 1751; mit Ausstattung; Treppe, gedeckter, gerader einläufiger Aufgang zum Kirchhof, 18. Jahrhundert | D-1-81-116-9 Wikidata  | weitere Bilder |
| Mühlstraße 5 (Standort)                                | Haustür                              | Holztür mit Schnitzdekor in klassizistischen Formen, bezeichnet 1842 | D-1-81-116-11 Wikidata | BW             |
| Paarstraße 13 (Standort)                               | Ehemalige Mühle                      | zweigeschossiges Hauptgebäude mit Steilsatteldach, im Kern 2. Hälfte 18. Jahrhundert; Hausfigur hl. Nepomuk, große farbig gefasste Holzskulptur, Mitte 18. Jahrhundert; an der östlichen Hausecke                               | D-1-81-116-12 Wikidata | BW             |